# Тинголи (Терамо)
Тинголи (итал. Tingoli) је насеље у Италији у округу Терамо, региону Абруцо.
Према процени из 2011. у насељу је живело 14 становника. Насеље се налази на надморској висини од 405 м.